# Caulimoviridae
Caulimoviridae è una famiglia di virus che infettano le piante. 
Ci sono attualmente 85 specie in questa famiglia, divise tra 10 generi. I virus appartenenti alla famiglia dei Caulimoviridae sono definiti virus a doppio filamento (dsDNA) (o pararetrovirus), ovvero virus che contengono uno stadio di trascrizione inversa nel loro ciclo di replicazione. Questa famiglia contiene tutti i virus delle piante con un genoma dsDNA che ha una fase di trascrizione inversa nel suo ciclo di vita.

## Tassonomia
- Badnavirus
- Caulimovirus
- Cavemovirus
- Dioscovirus
- Petuvirus
- Rosadnavirus
- Solendovirus
- Soymovirus
- Tungrovirus
- Vaccinivirus